# Israel Gottlieb Wernicke
Israel Gottlieb Wernicke (* 2. Februar 1755 in Bergen, Norwegen; † 3. März 1836 in Jordrup bei Kolding, Dänemark) war ein dänisch-norwegischer Komponist und Cembalist.

## Leben
Wernicke, der ein Schüler Johann Philipp Kirnbergers war, wirkte vor allem in Kopenhagen, wo er von 1781 bis 1786 als Hof- und Opernkapellmeister am königlichen Theater tätig war. Er siedelte später nach Kolding über und wirkte hier als Pädagoge und hoch angesehener Musiktheoretiker. Er schrieb hauptsächlich Kanons und Klavierwerke, u. a. ein groß angelegtes Variationswerk: Arietta con 50 variazioni per il clavicembalo. Viele seiner Werke wurden 1794 durch das Feuer am Schloss Christiansborg zerstört.
Die besondere Bedeutung Wernickes liegt darin, dass er in der authentischen Bachtradition stand und dadurch das Interesse vieler dänischer und norwegischer Musiker an Bach zu wecken vermochte.